# Maluso
Maluso est une municipalité de la province de Basilan, aux Philippines.
La ville possède un climat de savane avec hiver sec (Aw) selon la classification de Köppen-Geiger. Maluso est une ville avec une pluviométrie importante. Même dans le mois le plus sec il y a beaucoup de pluie. Les précipitations à Maluso sont beaucoup plus importantes en été qu'elles ne le sont en hiver. Sur l'année, la température moyenne à Maluso est de 27,8 °C et les précipitations sont en moyenne de 1 096,9 mm.